# سلمان هزازي
سلمان هزازي (بالإنجليزية: َ Salman Hazazi)‏؛ مواليد 1 يناير 1992 في، السعودية، هو لاعب كرة قدم سعودي.
لعب سابقاً لأندية القادسية والرائد والخليج والاتفاق والجبلين ونادي النور.

## وصلات خارجية
- سلمان هزازي على موقع قاعدة بيانات كرة القدم.إي يو (الإنجليزية)
- سلمان هزازي على موقع Soccerway.com (الإنجليزية)